# Eilvese
Eilvese est un quartier de la commune allemande de Neustadt am Rübenberge, dans la Région de Hanovre, Land de Basse-Saxe.

## Géographie
Eilvese se situe au nord-est du parc naturel du lac de Steinhude entre la Grinderwald à l'ouest et le Totes Moor au sud. Les plus hautes altitudes à proximité du village sont à 91 m d'altitude dans le Grinderwald.

## Histoire
Eilvese est mentionné pour la première fois en 1215 sous le nom d'Elyvessen.

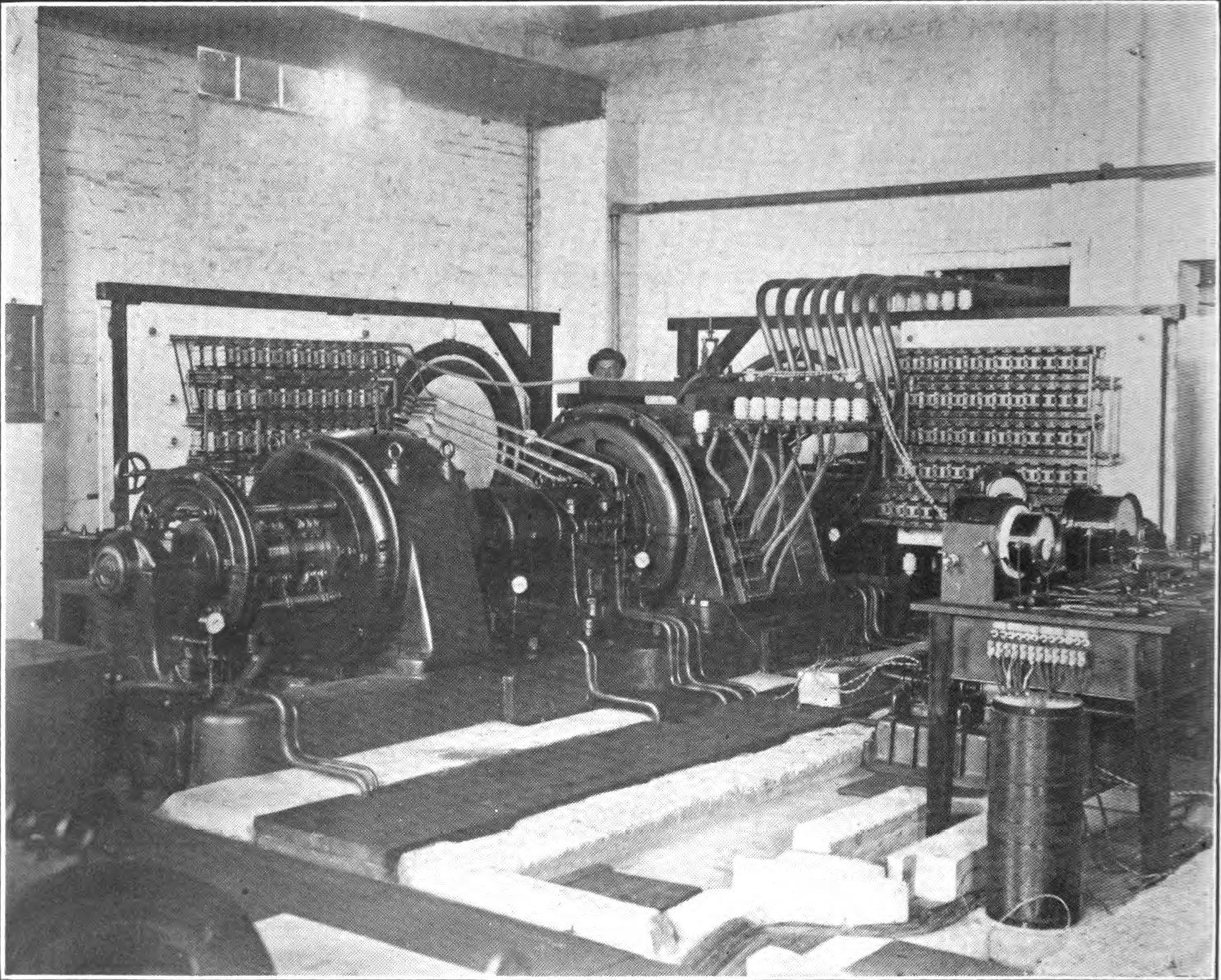
Alternateur de l'émetteur d'Eilvese (1914)

Au sud d'Eilvese, l'émetteur de 260 m est achevé en 1913 dans le Toten Moor après deux ans de construction. À cette époque, il est le plus haut bâtiment allemand. Pour cet événement, l'empereur Guillaume II se rend à Neustadt et Eilvese. L'émetteur diffuse pour la dernière fois le 15 avril 1929 et est démoli en 1931.
Eilvese intègre le 1er mars 1974 Neustadt am Rübenberge dans le cadre de la réforme municipale de Basse-Saxe.

## Infrastructure

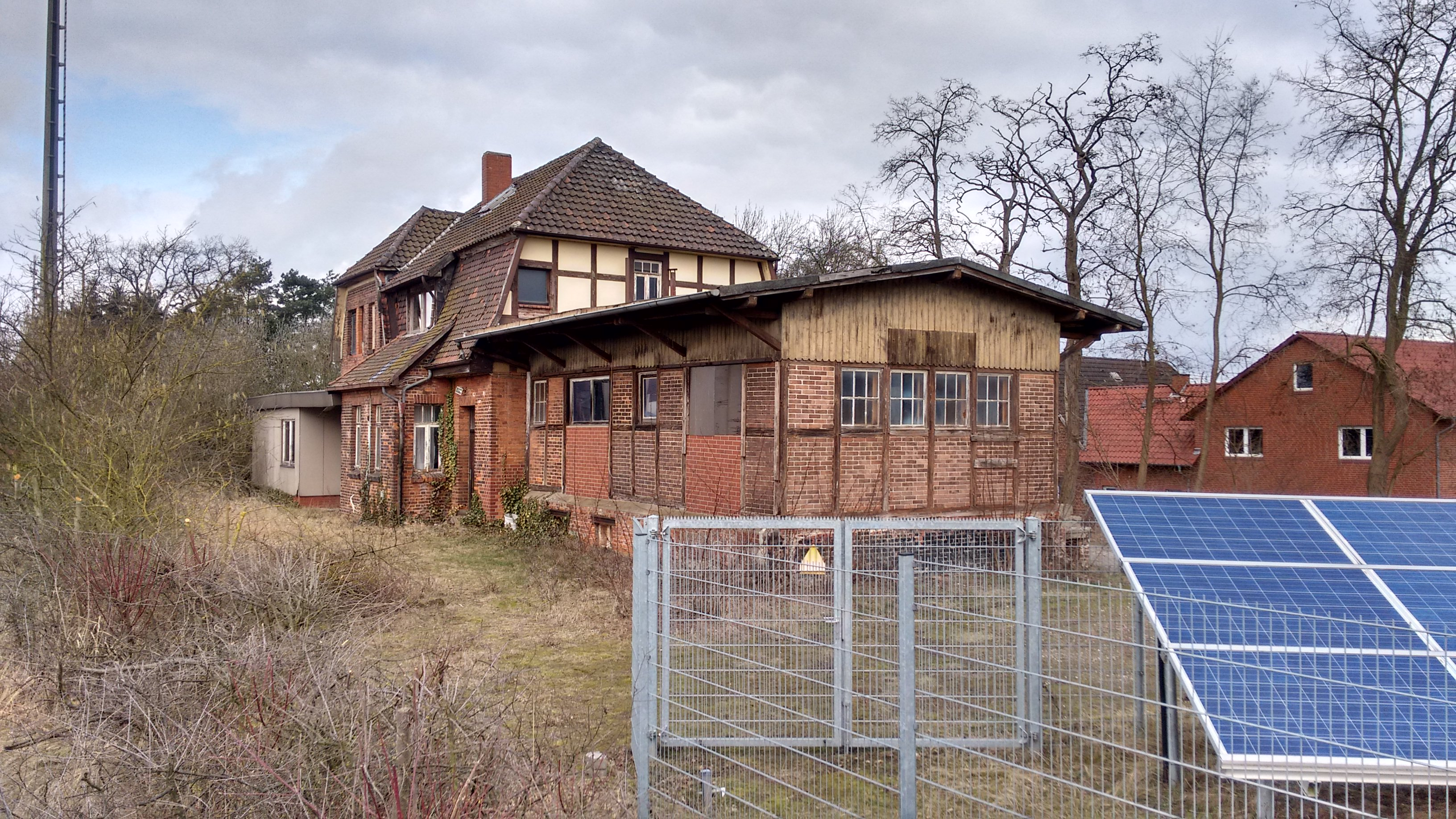
Bâtiments de la gare d'Eilvese (2017)

Eilvese se situe entre la Bundesstraße 6 et la ligne de Hanovre à Brême, où elle dispose d'une gare.

## Source, notes et références
- (de) Cet article est partiellement ou en totalité issu de l’article de Wikipédia en allemand intitulé « Eilvese » (voir la liste des auteurs).

1. 1 2  (de) « Eilvese », sur Stadt Bergen (consulté le 17 avril 2020)
2. ↑  (de) Statistisches Bundesamt, Historisches Gemeindeverzeichnis für die Bundesrepublik Deutschland. : Namens-, Grenz- und Schlüsselnummernänderungen bei Gemeinden, Kreisen und Regierungsbezirken vom 27. 5. 1970 bis 31. 12. 1982., W. Kohlhammer GmbH, 1983 (ISBN 3170032631), p. 198